# 1976년 동계 올림픽 스위스 선수단
1976년 동계 올림픽 스위스 선수단은 오스트리아 인스브루크에서 개최된 1976년 동계 올림픽에 참가한 올림픽 스위스 선수단이다.

## 메달리스트

### 금메달
- 알파인 스키
  - 남자 대회전: 헤이니 헤미

### 은메달
- 알파인 스키
  - 남자 활강: 베른하드 러시
  - 남자 대회전: 에른스트 굿

- 봅슬레이
  - 남자 4인승: 에리치 스케러, 얼리치 베칠, 루돌프 마르티, 요세프 벤츠

### 동메달
- 봅슬레이
  - 남자 2인승: 에리치 스케러, 요세프 벤츠

## 참조
- 올림픽 공식 결과 보관됨 2012-02-04 - 웨이백 머신